# Bạn gái tôi là điệp viên
Bạn gái tôi là điệp viên (tiếng Anh: My Girlfriend Is An Agent; tiếng Hàn: 7급 공무원; lit. "7th Level Civil Servant") là một bộ phim điện ảnh hành động hài lãng mạn của Hàn Quốc ra mắt năm 2009 do Shin Tae-ra đạo diễn, có sự tham gia của Kim Ha-neul và Kang Ji-hwan. Phim đã bán ra 4.078.293 suất chiếu nội địa và là phim có lượng khán giả đến xem cao thứ tư của Hàn Quốc trong năm.

## Phân vai
- Kim Ha-neul vai Ahn Soo-ji
- Kang Ji-hwan vai Lee Jae-joon
- Elizabeth Sujin Ford vai Sonya Victoria
- Jang Young-nam vai Trưởng ban Hong
- Ryu Seung-ryong vai Won-seok

## Giải thưởng và đề cử
Grand Bell Awards 2009
- Nam diễn viên mói xuất sắc nhất – Kang Ji-hwan

Giải thưởng điện ảnh rồng xanh 2009
- Đề cử – Nữ diễn viên chính xuất sắc nhất – Kim Ha-neul
- Đề cử – Nữ diễn viên phụ xuất sắc nhất – Jang Young-nam